# Chondrocladia yatsui
Chondrocladia yatsui är en svampdjursart som beskrevs av Topsent 1930. Chondrocladia yatsui ingår i släktet Chondrocladia och familjen Cladorhizidae.
Artens utbredningsområde är havet kring Japan. Inga underarter finns listade i Catalogue of Life.